# بيت الملاحي (القفر)

تعديل مصدري - تعديل

بيت الملاحي محلة تابعة لقرية بيت سويد، التابعة لعزلة بني مسلم بمديرية القفر إحدى مديريات محافظة إب في الجمهورية اليمنية، بلغ تعداد سكانها 49 حسب تعداد اليمن لعام 2004.